# Focke-Wulf A 33
Il Focke-Wulf A 33 "Sperber" (in tedesco sparviero) era un monomotore di linea ad ala alta sviluppato dall'azienda tedesca Focke-Wulf-Flugzeugbau AG nei tardi anni venti.
Derivato dal contemporaneo A 32 Bussard ne era la versione ridotta con scompartimento passeggeri capace di 3 posti a sedere.

## Storia del progetto
Per cercare di soddisfare le crescenti e diversificate esigenze del mercato del trasporto aereo nella Germania dei tardi anni venti, la Focke-Wulf avviò il contemporaneo sviluppo di un nuovo progetto relativo ad un velivolo costruito in tecnica mista, monomotore in configurazione traente caratterizzato dalla configurazione alare monoplana ad ala alta a sbalzo, destinato alle rotte a basso e medio raggio e che si differenziava principalmente per la capacità dello scompartimento passeggeri.
Il modello più piccolo, identificato come A 33 "Sperber", presentava la stessa impostazione del maggiore, l'A 32 Bussard, ma con dimensioni generali più contenute, con una sezione destinata ai passeggeri di soli tre posti a sedere, più adatta ad operare su rotte brevi e rivolte agli uomini d'affari che potevano velocemente spostarsi tra città vicine. Medesima la tecnica costruttiva, con la fusoliera realizzata in tubi d'acciaio saldati ricoperta anteriormente in metallo, da pannelli di legno compensato per la cabina e in tela trattata per le parti restanti. L'ala, a profilo grosso, diversamente da quella del Bussard era rivestita in tessuto e compensato.
Il primo esemplare, WerkNr. 91, venne portato in volo per la prima volta all'inizio del 1930 senza presentare problemi e venne quindi ritenuto idoneo avviarne la produzione.

## Impiego operativo
Il primo A 33 venne immatricolato D-1851 ed acquistato dalla compagnia aerea Norddeutsche Luftverkehr AG nel maggio 1930. Seguirono i soli due altri esemplari costruiti, i W.Nr. 97 e 115, rispettivamente immatricolati D-1931 e D-2153, con il secondo che entrò nella flotta dalla Baubehörde Hamburg, Abt. Vermessungsgewesen nell'agosto 1931 ed il primo che entrò a far parte della Luftverkehrsgesellschaft mbH, con sede a Wilhelmshaven-Rüstringen, solo nel luglio 1933. Il D-1931 adottò in seguito la nuova immatricolazione D-ONUT e ceduto, nel 1937, alla Deutsche LuftHansa (DLH) rimanendo in servizio fino al 1938.

## Utilizzatori
(lista parziale)
 Germania
- Deutsche LuftHansa (DLH)
- Luftverkehrsgesellschaft mbH
- Norddeutsche Luftverkehr